# Baillon (rivière)
Pour les articles homonymes, voir Baillon.
Le Ballion (ou le Ballion) est une rivière dans le département de la Gironde, en France. C'est un affluent du Ciron donc un sous-affluent de la Garonne.

## Géographie
De 18,7 km de longueur, le Baillon est une rivière qui prend sa source dans les Landes de Gascogne sur la commune de Bourideys dans la Gironde et se jette dans le Ciron en rive gauche sur la commune de Villandraut.

## Département et communes traversés
- Gironde : Villandraut, Bourideys, Saint-Léger-de-Balson.

## Principaux affluents
- L'Escourre : 9,7 km
- Le Mouinatéou : 11,4 km

## Nom de la rivière - le Baillon ou le Ballion
On rencontre deux orthographe du nom de la rivière, comme suit.
| Le Baillon | Le Ballion |
| --- | --- |
| Fiche SANDRE | Panneaux routiers où la route D3 croise la rivière entre Villandraut et Saint-Symphorien |
| Fiche SIEAG | Panneaux routiers où la route D222 croise la rivière entre Villemégea et Préchac |
| Cartes IGN | Cartes IGN , |
| Cartes IGN en ligne montrent un lieu-dit «Pièces du Baillon» et rivière le Baillon. | Cartes Michelin |
| OpenStreetMap | Le service de consultation du plan cadastral - Commune : ST-LEGER-DE-BALSON (33113) Préfixe 000, Section B, N° de parcelle 36, zoomez +2 niveaux. Cet plan montre un lieu-dit «Pièces du Ballion» à DMS (44° 26' 39 N - 0° 24' 51 O) - Latitude = 44.444334 N - Longitude = 0.414297 O. |
| Randonnée pédestre n° 4 - Landes Girondines Ouest (Plan-Guide Touristique publié par le Conseil général de la Gironde qui est maintenant le Conseil départemental de la Gironde) : Patrimoine naturel : Les affluents du Ciron - «Le Baillon est quant à lui un petit ruisseau paisible qui aliment l'étang de Bourideys ....» | Topo Guide Randonnées - Haute Lande girondine : La toponymie de la boucle locale de Villandraut montre «Ballion» en remarquant qu'il est dérivé du gascon «bailon» et un nom de personne «Baillon» (page 119). Les cartes relief (page 10), texte page 27, carte du Circuit des Doucs (page 32), carte du Circuit François Mauriac (page 37), carte du Circuit de la vallée et des gorges du Ciron (page 44), carte du Circuit vert et or (page 49), carte du Circuit équestre (page 50), texte page 96, texte n° 6 de la carte de la boucle locale de Saint-Léger de Balson (page 99), carte de la boucle locale de Villandraut (page 120), tous ces cartes et textes montrent «Ballion» mais la carte de la boucle locale de Bourideys (pages 62 et 63) montre «Baillon». |
| Liste des affluents du Ciron qui confluent dans la Gironde dans Wikipédia | |

Il n'y a pas des panneaux routiers où les routes D8 et D115 croisent le ruisseau près de Bourideys.